# Френк Фіддес
Френк Фіддес (англ. Frank Fiddes, 16 липня 1906 — 26 березня 1981) — канадський академічний веслувальник.
Бронзовий призер Олімпійських Ігор 1928 року в складі вісімки.